# Västäräkinmäen niityt
Västäräkinmäen niityt este o arie protejată (arie specială de conservare — SAC, sit de importanță comunitară — SCI) din Finlanda întinsă pe o suprafață de 7 ha, integral pe uscat.

## Localizare
Centrul sitului Västäräkinmäen niityt este situat la coordonatele 61°09′04″N 28°43′52″E / 61.1511°N 28.7311°E.

## Înființare
Situl Västäräkinmäen niityt a fost declarat sit de importanță comunitară în mai 2002 pentru a proteja un număr necunoscut de specii din flora spontană și fauna sălbatică aflate în arealul zonei. Situl a fost protejat și ca arie specială de conservare în aprilie 2015.

## Biodiversitate
Situată în ecoregiunea boreală, aria protejată nu include niciun habitat protejat.
La baza desemnării sitului se află un număr nedeclarat de specii protejate.